# 930 MBC 뉴스 경북
《930 MBC 뉴스 경북》은 안동MBC TV에서 매주 평일 오전 9시 35분에 방송 중인 경북 북부권 지역 뉴스 프로그램이다.

## 앵커
- 김민영 안동MBC 아나운서

## 경쟁 프로그램
- KBS 뉴스 930 대구·경북 (KBS 안동 1TV)
- TBC 뉴스 (1010) (TBC TV)